# Christian Richard
Pour les articles homonymes, voir Richard.
Christian Richard est un archéologue et un historien de la Vienne né le 5 avril 1954 à Poitiers. Aîné d'une fratrie de six enfants, son enfance a été bercée par la présence puis le souvenir de son grand-père maternel, Auguste Fradet, décoré de la Croix de Guerre du fait de son intégration au sein d'un véritable réseau de passeurs sis sur la ligne de démarcation ayant pour objectif de faire passer en zone libre de nombreuses personnes.
Il dirige les fouilles du gué de Sceaux à Antigny depuis 1989.
Par ailleurs élu municipal depuis 1977, adjoint de 1995 à 2001, Christian Richard est maire de Tercé depuis 2001.
L'un de ses chantiers majeurs fut la construction du musée - médiathèque "La Vienne dans la Seconde Guerre Mondiale", inauguré en 2015.

## Publications
- 1939-1945 : la guerre aérienne dans la Vienne, Geste éditions, 2005,  (ISBN 2-84561-203-6)
- 1940-1941 : les six évasions de Raoul Gaschard, Geste éditions,  (ISBN 2-84561-114-5)
- 1944 : Un avion de la France libre abattu dans la Vienne, Geste éditions, 2007,  (ISBN 978-2-84561-351-5)
- La Solidarité : une loge maçonnique poitevine, Geste éditions, 2008,  (ISBN 978-2-84561-485-7)